# Янушкевич, Фёдор
Фёдор Янушкевич (Федя Янушевич, Федко Янушкевич) (ок. 1460—1508) — писарь господарский (1486), наместник жижморский (1495), скирснемонский (1502) и владимирский (1503), маршалок Волынской земли и староста луцкий (1506—1507).

## Биография
Сын Янушка, писаря господарского (1455—1464, 1482—1495). Родовой герб Любич.
Фёдор начал карьеру в правление великого князя литовского Александра Ягеллончика (1492—1506). В 1496 году великий князь литовский подтвердил за ним привилей на владение Колодзеж, который получил его отец Януш в приданое за своей женой. В 1495 году Фёдор Янушкевич получил во владение староство жижморское, в 1502 году — староство скирснемонское, а в 1503 году — староство владимирское.
В 1506 году Фёдор Янушкевич отказался от скирснемонского и владимирского староств, получил от короля польского Сигизмунда Старого должности маршалка Волынской земли и старосты луцкого.
Должность маршалка Волынской земли считалось наиболее влиятельной после высшей должности ВКЛ — маршалка великого литовского, его заместителя — маршалка надворного литовского и канцлера.
Осенью 1507 года князь Константин Иванович Острожский вернулся из московского плена в Литву, король польский и великий князь литовский Сигизмунд Старый возвратил ему все прежние должности и владения. Фёдор Янушкевич вынужден был уступить Константину Острожскому должности маршалка Волынской земли и старосты луцкого, а взамен получил звание старосты владимирского. После смерти в 1508 году Фёдора Янушкевича Сигизмунд I Старый разрешил князю Андрею Александровичу Сангушко выкупить владимирское староство у его вдовы Фенны.
В 1508 году король Сигизмунд I Старый подтвердил запись Фёдора и его жены Фенны на церковь св. Иоанна в Луцке. Фенна — сестра подкомория холмского Олехно Скоруты — продала брату село Мишово, которое оставил её покойный муж. Фёдор Янушкевич получил от короля должность староста луцкого при протекции канцлера ВКЛ Альбрехта Мартиновича Гаштольда. После назначения Фёдора Янушкевича на должность старосты луцкого должность старосты владимирского получил князь Василий Андреевич Полубинский. Когда в 1507 году вернулся князь Константин Острожский, Фёдор Янушкевич вынужден был уступить ему должность старосты луцкого и маршалка Волынской земли, а сам получил обратно от Василия Полубинского должность старосты (наместника) владимирского.
Великий князь литовский и король польский Александр Ягеллончик, будучи высокообразованным человеком, любителем наук и искусств, окружал себя образованными и талантливыми помощниками: Ян Лаский (будущий канцлер и гуманист), Войцех из Брудзев (учитель Николая Коперника), Эразм Телек (заместитель Николая Гусовского), Якуб из Вильно, выходцы с Берестейщины Иван Сапега, Фёдор Янушкевич, Лев Боговитинович, Иван Микитинич и др. («Русская идея в Великом княжестве Литовском» по статье Александра Ильина, в журнале «Гістарычная брама»).